# Slaget vid Kommendörsöarna
Slaget vid Kommendörsöarna var ett av de mest ovanliga slagen under andra världskriget. Det var ett sjöslag som ägde rum den 27 mars 1943 i norra Stilla havet, söder om de sovjetiska Kommendörsöarna, mellan den amerikanska flottan och kejserliga japanska flottan.

## Bakgrund
När USA blev medveten om japanska planer på att skicka förnödenheter med konvoj till sina styrkor i Aleuterna i Alaska, skickades amerikanska örlogsfartyg under befäl av konteramiral Charles McMorris för att förhindra detta. Flottan bestod av den tunga kryssaren Salt Lake City, lätta kryssaren Richmond och jagarna Coghlan, Bailey, Dale och Monaghan.
Det amerikanerna inte visste var att japanerna hade valt att eskortera sin konvoj med två tunga kryssare, två lätta kryssare och fyra jagare under befäl av viceamiral Boshiro Hosogaya. På morgonen den 27 mars stoppades den japanska konvojen av den amerikanska vaktlinjen cirka 160 miles söder om Kommendörsöarna och 290 km väster om Kiska, strax väster om internationella datumlinjen. På grund av den avlägsna platsen för slaget och slumpartade mötet på öppet hav, hade flottan varken understöd av flyg eller ubåtar, vilket gjorde detta till ett av de få slagen uteslutande mellan ytfartyg i Stillahavskriget och en av de sista rena artilleriduellerna mellan flottor någonsin.
Även om de japanska kryssarna var överlägsna den amerikanska styrkan blev slaget taktiskt resultatlöst. Båda flottorna åtstod skador där den amerikanska flottans krigsfartyg undkom nästan av ren tur. Med den japanska flottan på kanten till seger, drog amiral Hosogaya - utan att inse de tunga skador hans fartyg hade åsamkat och med fruktan att amerikanska stridsplan skulle dyka upp - sig tillbaka utan att förstört sin fiende. Detta uppgick till ett strategiskt nederlag, eftersom det avslutade japanska fartygsförsök att proviantera garnisonerna i Aleuterna, vilket innebar att endast ubåtar fick genomföra leveranskörningar. Hosogaya blev därför pensionerad från aktiv tjänst efter striden.

## Slaget
- 06:00: Amerikanska örlogsfartyg lade sig i en spaningslinje på cirka en mils (6 miles) intervall sicksackande vmed d 15 knops fart på kurs 020°.
- 07:30: Typfartygen Coghlan och Richmond fick radarkontakt med två bakre japanska transportfartyg och en jagare på kurs 080° vid 13 knops fart (24 km/h). En styrman på en av transportfartygen observerade visuellt den amerikanska styrkan minuter senare.
- 07:40: Amerikanerna ändrade kurs till 080° och de bakre fartygen ökade hastigheten för att fungera som en kompakt grupp. Fem radarkontakter räknades.
- 07:55: Japanerna vände norrut till kurs 340° och amerikanerna kom till kurs 000° för att följa.
- 08:11: Amerikanerna identifierade visuellt radarkontakterna som två transportfartyg, två lätta kryssare och en jagare.
- 08:20: Amerikanerna siktade masterna på ytterligare fyra japanska fartyg vid horisonten.
- 08:35: Amerikanerna identifierade masterna som två tunga kryssare och två jagare och vände sig till kurs 240°.
- 08:38: De japanska transportfartygen girade iväg till nordväst.
- 08:39: Amerikanerna ökade hastigheten till 25 knop (46 km/h).
- 08:40: Nachi öppnade eld mot Richmond från 18 km avstånd. Andra och tredje salvan var i form av gaffling.
- 08:41: Richmond öppnar eld mot Nachi. Tredje salvan var en gaffling.
- 08:42: Salt Lake City öppnar eld mot Nachi på ett avstånd av 19 km. Andra salvan var en gaffling.

Allt eftersom avståndet minskade öppnade Bailey eld mot Nachi på ett avstånd av 13 km och bytte sedan mål till en lätt kryssare. Coghlan öppnade eld mot Nachi på ett avstånd av 16 km.
- 08:45: Nachi sköt åtta torpeder. Alla missade.
- 08:50: En av Richmonds 15 cm granater träffade styrbordssida av Nachis signalbrygga och dödade 11 samt skadade 21. En annan granat träffade Nachis stormast och skar av flaggskeppets radiokommunikation.
- 08:52: En av Richmonds 15 cm granater träffade Nachis torpedutrymme. En annan av Richmonds 15 cm granater träffade Nachis kontrollrum och dödade två samt skadade fem. Nachi drog sig tillbaka efter att ha förlorat elkraften till ammunitionshissarna och kanonlavettagen.
- 09:03: Richmond upphörde eldgivningen. Salt Lake City fortsatte att skjuta från de aktra kanontornen.
- 09:10: Salt Lake City träffades av en 20 cm projektil från Maya. Styrbords observationsplan fattade eld och kastandes överbord.
- 09:20: Salt Lake City träffades av en 20 cm projektil från Maya. Två man dödades.
- 10:10: Salt Lake City träffades av en 20 cm projektil från Maya.
- 10:59: Salt Lake City träffades av en 20 cm projektil från Maya.
- 11:03: Salt Lake City träffades av en 20 cm projektil från Maya. Salt Lake City överförde vatten för att korrigera slagsidan som orsakades av översvämningar.
- 11:52: Salt Lake City träffades av en 20 cm projektil från Maya.
- 11:53: Saltvatten rann in en bränsletank och släckte Salt Lake Citys brinnande ångpannor.
- 11:54: Salt Lake City saktade ned och stannade. Bailey, Coghlan och Monaghan närmade sig de japanska kryssarna för en torpedattack medan Richmond och Dale lade ut en rökridå för att dölja Salt Lake City.
- 12:03: Salt Lake City omstartar sina ångpannor och ökade hastigheten till 15 knop.
- 12:13: Salt Lake City ökade hastigheten till 22 knop (41 km/h)..
- 12:25: Bailey sköt fem torpeder från 8,7 km avstånd. Alla missade. Bailey träffades två gånger av 20 cm granater och stannade. Fem man dödades. Coghlan träffades en gång.
- 12:30: Japanska fartyg drar sig tillbaka västerut. Varken Coghlan eller Monaghan skjuter iväg några torpeder.

Salt Lake City sköt 806 pansarbrytande projektiler och därefter 26 högkapacitetsgranater efter de pansarbrytande ammunitionen var slut. Krut och granater förflyttades för hand till aktern från de främre magasinen för att hålla de aktra kanonerna ständigt skjutande. Salt Lake Citys roderstop begränsade henne till 10° kursändringar.

## Slagordning

### USA:s flotta
Instatsgrupp 16.6 - Konteramiral Charles McMorris, befälhavare, Insatsgrupp 16.6
- Salt Lake City - Kapten Bertram J. Rodgers (F)
- Richmond - Kapten Theodore Waldschmidt

14. jagareskadern - Kapten Ralph Riggs
- Coghlan - Kommendör Benjamin Tompkins
- Bailey - Örlogskapten John Atkeson (F)
- Dale - Kommendör Anthony Rorschach
- Monaghan - Örlogskapten Peter Horn

### Kejserliga japanska flottan
Norra styrkan - Viceamiral Boshiro Hosogaya, befälhavare, femte flottan (Norra styrkan)
1. kryssardivisionen:
- Tunga kryssaren Nachi - Kapten Akira Sone (F)
- Tunga kryssaren Maya - Kapten Takeji Matsumato
- Lätta kryssaren Tama - Kapten Zensuke Kanome

21. jagardivisionen:
- Jagaren Wakaba
- Jagaren Hatsushimo

D-konvojen - Konteramiral Tomoichi Mori, befälhavare, 1. jagareskadern
- Kryssaren Abukuma -  Kapten Shiro Shibuya (F)

6. jagardivisionen:
- Jagaren Ikazuchi
- Jagaren Inazuma
- Transportfartyget Asaka Maru
- Transportfartyget Sakito Maru

2. eskortstyrkan
- Jagaren Usugumo (deltog ej i slaget)
- Transportfartyget Sanko Maru

## Fotnoter
1. ↑  Datumet anges ofta som den 26 mars, eftersom de amerikanska fartygen gick efter Honolulu-tid som hänvisade till den andra sidan av den internationella datumlinjen. Det lokala datumet vid Kommendörsöarna var dock 27 mars.
2. ↑  Fem dödades på Bailey och två på Salt Lake City, 7 sjukhusfall och 13 lindrigt skadade, Coghlan träffades också en gång.
3. ↑  13 dödades på Nachi och en på Maya.